# Kanton Saint-Quentin-Nord
Saint-Quentin-Nord is een voormalig kanton van het Franse departement Aisne. Het kanton maakte deel uit van het arrondissement Saint-Quentin. Het werd opgeheven bij decreet van 21 februari 2014, met uitwerking in maart 2015.

## Gemeenten
Het kanton Saint-Quentin-Nord omvatte de volgende gemeenten:
- Essigny-le-Petit
- Fieulaine
- Fonsomme
- Fontaine-Notre-Dame
- Lesdins
- Marcy
- Morcourt
- Omissy
- Remaucourt
- Rouvroy
- Saint-Quentin (deels, hoofdplaats)